# Càudex

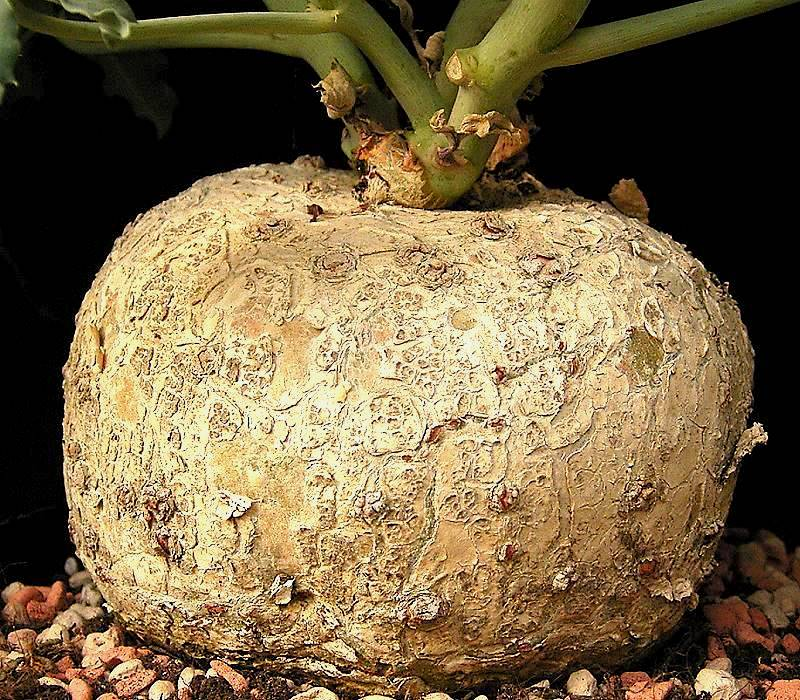
Càudex de Jatropha cathartica

Un càudex (provinent del llatí «Caudex», en plural «caudices» que significa 'tronc d'arbre')) és una forma de la tija de les plantes que apareix com una tija perenne curta i engruixida que pot ser o bé subterrània o a prop del nivell del sòl. També s'anomena de vegades «càudex» al tronc de les palmeres que més correctament es diu estípit. Freqüentment és llenyosa i no fotosintètica. Pot estar inflada amb la funció d'emmagatzemar aigua, especialment en plantes xeròfites. Poden sorgir branques allargades del càudex o les fulles poden ser més o menys sèssils des del càudex. «Caudiciforme» és el terme que descriu les plantes que tenen un càudex. Alguns gèneres caudiciformes són: Adenia (família Passifloraceae), Beaucarnea (Ruscaceae), Hydnophytum (Rubiaceae), Jatropha (Euphorbiaceae), Pachyrhizus (Fabaceae), i Adenium (Apocynaceae).